# Feiertage in Bulgarien
In diesem Artikel werden gesetzliche Feiertage in Bulgarien aufgelistet.

## Offizielle Feiertage
| Feiertag (Deutsch) | Feiertag (Bulgarisch) | Datum         | Bemerkungen |
| --- | --- | ------------- | ----------- |
| Neujahr | Нова година | 1. Januar     |             |
| Tag der Befreiung Bulgariens vom osmanischen Joch                                                                        | Ден на Освобождението на България от османско иго                                                                          | 3. März       |             |
| Ostern | Великден | April \ Mai   |             |
| Tag der Arbeit | Ден на Труда | 1. Mai        |             |
| Gedenktag des heiligen Georg Tag der Tapferkeit und der bulgarischen Armee                                               | Гергьовден, Ден на храбростта и празник на Българската армия                                                               | 6. Mai        |             |
| Tag der bulgarischen Bildung, der Kultur und des slawischen Schrifttums Tag der Heiligen Slawenapostel Kyrill und Method | Ден на българската просвета и култура и на славянската писменост, Ден на Славянските Равноапостоли Св. Св. Кирил и Методий | 24. Mai       |             |
| Tag der Vereinigung Bulgariens                                                                                           | Ден на Съединението на България                                                                                            | 6. September  |             |
| Tag der Unabhängigkeit Bulgariens                                                                                        | Ден на Независимостта на България                                                                                          | 22. September |             |
| Tag der bulgarischen Vordenker der Aufklärung                                                                            | Ден на Народните Будители                                                                                                  | 1. November   |             |
| Heilig Abend | Бъдни Вечер | 24. Dezember  |             |
| 1. Weihnachtsfeiertag | Рождество Христово | 25. Dezember  |             |
| 2. Weihnachtsfeiertag | Рождество Христово | 26. Dezember  |             |